# وسام زكي
وسام زكي (5 أغسطس 1986 في العراق - ) لاعب كرة قدم محترف سابق، لعب لآخر مرة لصالح نادي الطلبة.

## جوائز
- حائز على الميدالية الذهبية في دورة ألعاب غرب آسيا 2005.

## روابط خارجية
- وسام زكي على جولز